# Finola Hughes
Finola Hughes (Londra, 29 ottobre 1960) è un'attrice e ballerina inglese di origini irlandesi e italiane, conosciuta per i ruoli di Anna Devane e della sorella gemella di Anna Devane, la dottoressa Alexandra Devane Marick nelle soap opera General Hospital e La valle dei pini e di Patty Halliwell nella serie televisiva Streghe.

## Biografia
Nel 1981, diede vita al ruolo di Victoria nella produzione londinese del musical Cats di Andrew Lloyd Webber. Nel 1983 la Hughes recitò assieme a John Travolta nel film musical romantico Staying Alive. In seguito Hughes apparve anche nella sitcom Blossom - Le avventure di una teenager, e nel ruolo del personaggio di X-Men Emma Frost, nel film per la TV Generation X nel 1996. Dal 1985 entra nel cast della soap opera General Hospital nel ruolo di Anna Devane, ruolo che ricopre tutt'ora. Nel corso del suo periodo nella soap, ha interpretato anche il ruolo della gemella Alex Devane nella stessa soap per poi portare entrambi i personaggi nella soap opera La valle dei pini. Frequentemente è apparsa nelle serie di Streghe, dove aveva il ruolo della madre delle streghe Halliwell, Patricia "Patty" Halliwell.
Sposata con Russell Young dal 1992, Finola Hughes è madre di due bambini e una bambina. Hughes vinse un premio Daytime Emmy nel 1991, come miglior attrice protagonista in General Hospital. Fu nominata per la stessa categoria nel 1990 grazie al ruolo di Anna, nel 2000 per La valle dei pini nel ruolo di Alex e di nuovo nel 2002 nel ruolo di Anna. Nell'aprile 2006 fu annunciato che sarebbe ritornata a General Hospital nel maggio 2006. Dal 2005 al 2008 ha condotto il programma televisivo How Do I Look?.

## Filmografia

### Cinema
- The Apple, regia di Menahem Golan (1980)
- Staying Alive, regia di Sylvester Stallone (1983)
- Nutcracker, regia di Anwar Kawadri (1983)
- Bolle di sapone (Soapdish), regia di Michael Hoffman (non accreditata) (1991)
- Aspen - Sci estremo (Aspen Extreme), regia di Patrick Hasburgh (1993)
- Dark Side of Genius, regia di Phedon Papamichael (1994)
- Ambizione fatale (The Corporate Ladder), regia di Nick Vallelonga (1997)
- Jekyll Island, regia di Ken DuPuis (1998)
- 12 Bucks, regia di Wayne Isham (1998)
- Tycus, regia di Menahem Golan (1999)
- Rockin' Good Times, regia di Daniela Amavia (1999)
- Intrepid - La nave maledetta (Intrepid), regia di John Putch (2000)
- Like Crazy, regia di Drake Doremus (2011)
- Driving by Braille, regia di Kristina Lloyd (2011)
- Dance off: sfida a ritmo di danza, regia di Alex Di Marco (2014)

### Televisione
- The Hot Shoe Show – serie TV (1983)
- General Hospital – serial TV, 591+ puntate (1985-in corso)
- Il signore di Ballantrae (The Master of Ballantrae), regia di Douglas Hickox – miniserie TV (1984)
- Ucciderai ancora (Haunted by Her Past), regia di Michael Pressman – film TV (1987)
- L.A. Law - Avvocati a Los Angeles (L.A. Law) – serie TV, 3 episodi (1987)
- Matrimonio in nero (The Bride in Black), regia di James Goldstone – film TV (1990)
- Jack's Place – serie TV, 18 episodi (1992-1993)
- Blossom - Le avventure di una teenager (Blossom) – serie TV, 28 episodi (1993-1995)
- Men Who Hate Women & the Women Who Love Them, regia di Corey Allen – film TV (1994)
- Al di sopra di ogni sospetto (Above Suspicion), regia di Steven Schachter – film TV (1995)
- Generation X, regia di Jack Sholder – film TV (1996)
- Grida nel silenzio (The Crying Child), regia di Robert Michael Lewis – film TV (1996)
- L'inferno dietro quel cancello (Prison of Secrets), regia di Fred Gerber – film TV (1997)
- Pacific Palisades – serie TV, 13 episodi (1997)
- Sunset Beach – serie TV, 3 episodi (1997)
- La valle dei pini (All My Children) – serie TV, 27 episodi (1999-2003)
- Streghe (Charmed) – serie TV, 10 episodi (1999-2006)
- Il mistero dei capelli scomparsi (Killer Hair), regia di Jerry Ciccoritti – film TV (2009)
- Make It or Break It - Giovani campionesse (Make It or Break It) – serie TV, 1 episodio (2010)
- Melissa & Joey – serie TV, 1 episodio (2010)
- Beware the Batman – 7 episodi (2013-2014)
- Granite Flats – 3 episodi (2014-2015)

### Doppiaggio
- Superman - L'ultimo figlio di Krypton (The Last Son of Krypton), regia di Curt Geda, Scott Jeralds e Dan Riba - film TV (1996)
- Pocahontas II - Viaggio nel nuovo mondo (Pocahontas II: Journey to a New World), regia di Tom Ellery e Bradley Raymond (1998)
- Scooby-Doo! La leggenda del Fantosauro (Scooby-Doo! Legend of the Phantosaur), regia di Ethan Spaulding (2011)

## Doppiatrici italiane
Nelle versioni in italiano delle opere in cui ha recitato, Finola Hughes è stata doppiata da:
- Ludovica Modugno in Staying Alive
- Renata Biserni in General Hospital
- Silvia Pepitoni in Blossom - Le avventure di una teenager
- Cinzia De Carolis in Grida nel silenzio
- Roberta Pellini in Streghe
- Laura Boccanera in CSI: NY

Da doppiatrice è sostituita da:
- Anita Bartolucci in Pocahontas II - Viaggio nel nuovo mondo
- Deborah Ciccorelli in Scooby-Doo! La leggenda del Fantosauro

## Premi

### Emmy Awards
- 1991: Emmy come migliore protagonista di una serie drammatica per General Hospital

### Soap Opera Digest Awards
- 1990: Soap Opera Digest Award come migliore "eroina" per General Hospital
- 1991: Soap Opera Digest Award come migliore attrice protagonista per General Hospital
- 2000: Soap Opera Digest Award come ritorno favorito per La valle dei pini